# Пливање на Летњим олимпијским играма 2016 — 400 метара слободно за жене
Пливачке трке у дисциплини 400 метара слободно за жене на Летњим олимпијским играма 2016. одржане су другог дана пливачких такмичења, 7. августа у Олимпијском базену у Рио де Жанеиру. 
Учестовале су укупно 32 такмичарке из 25 земаља, а само такмичење се одвијало у два дела. Квалификације су одржане у подневном делу програма 7. августа, док је финале одржано истог дана у вечерњем делу програма. 
Златну медаљу освојила је репрезентативка Сједињених Држава Кејти Ледеки која је финалну трку испливала у времену новог светског рекорда који сада износи 3:56.46 минута. Ледеки је пре тога убедљиво славила и у полуфиналу где је поставила нови олимпијски рекорд. Сребро је припало Британки Џазмин Карлин која је за победницом заостала 5,23 секунди, испливавши време од 4:01.23 минута, док је бронзану медаљу освојила Лија Смит из Сједињених Држава са временом од 4:01.92 минута.
Репрезентативка Србије Катарина Симоновић у квалификацијама је испливала време од 4:15.57 минута, што је било довољно за 23. место. 

## Освајачи медаља
|                    | Резултат |                     | Резултат |                 | Резултат |
|                    |          |                     |          |                 |          |
| Кејти Ледеки (USA) | 3:56.46  | Џазмин Карлин (GBR) | 4:01.23  | Лија Смит (USA) | 4:01.92  |

## Рекорди
Уочи почетка трка у овој дисциплини важили су следећи светски и олимпијски рекорди:
| Светски рекорд    | Кејти Ледеки | 3:58.37 | Гоулд Коуст, Аустралија      | 23. август 2014. |
| Олимпијски рекорд | Камиј Мифа   | 4:01.45 | Лондон, Уједињено Краљевство | 29. јул 2012.    |

Током такмичења постављени су следећи светски и олимпијски рекорди у овој дисциплини:
| 7. август | Квалификације 4 | Кејти Ледеки | Сједињене Америчке Државе | 3:58.71 | ОР     |
| 7. август | Финале          | Кејти Ледеки | Сједињене Америчке Државе | 3:56.46 | СР, ОР |

## Квалификације
У квалфикацијама које су пливане 7. августа пливало се у четири квалификационе групе, а 8 такмичарки са најбољим временима остварило је директам пласман у финале.
| Плас. | Трка | Стаза | Пливачица               | Држава                    | Време   | Нап.   |
| ----- | ---- | ----- | ----------------------- | ------------------------- | ------- | ------ |
| 1.    | 4    | 4     | Кејти Ледеки            | Сједињене Америчке Државе | 3:58.71 | КВ, ОР |
| 2.    | 3    | 3     | Џазмин Карлин           | Уједињено Краљевство      | 4:02.83 | КВ     |
| 3.    | 3    | 4     | Лија Смит               | Сједињене Америчке Државе | 4:03.39 | КВ     |
| 4.    | 4    | 6     | Корали Балми            | Француска                 | 4:03.40 | КВ     |
| 5.    | 3    | 6     | Британи Маклин          | Канада                    | 4:03.43 | КВ, НР |
| 6.    | 3    | 5     | Џесика Ашвуд            | Аустралија                | 4:03.58 | КВ     |
| 7.    | 4    | 3     | Богларка Капаш          | Мађарска                  | 4:04.11 | КВ     |
| 8.    | 4    | 1     | Тамсин Кук              | Аустралија                | 4:04.36 | КВ     |
| 9.    | 2    | 5     | Џанг Јухан              | Кина                      | 4:06.30 |        |
| 10.   | 2    | 4     | Сара Келер              | Немачка                   | 4:06.55 |        |
| 11.   | 2    | 3     | Лоте Фрис               | Данска                    | 4:07.13 |        |
| 12.   | 1    | 4     | Чихиро Игараши          | Јапан                     | 4:07.52 |        |
| 13.   | 1    | 3     | Џоана Еванс             | Бахаме                    | 4:07.60 | НР     |
| 14.   | 4    | 2     | Лорин Бојл              | Нови Зеланд               | 4:07.90 |        |
| 15.   | 3    | 2     | Миреја Белмонте Гарсија | Шпанија                   | 4:08.12 |        |
| 16.   | 2    | 6     | Андреина Пинто          | Венецуела                 | 4:08.34 |        |
| 17.   | 3    | 8     | Меланија Коста Шмид     | Шпанија                   | 4:08.96 |        |
| 18.   | 4    | 8     | Ања Клинар              | Словенија                 | 4:09.07 |        |
| 19.   | 4    | 5     | Шарон ван Раувендал     | Холандија                 | 4:11.44 |        |
| 20.   | 2    | 8     | Арина Опењишева         | Русија                    | 4:11.83 |        |
| 21.   | 2    | 2     | Ајна Кешељ              | Мађарска                  | 4:12.40 |        |
| 22.   | 3    | 1     | Аличе Мицау             | Италија                   | 4:14.20 |        |
| 23.   | 1    | 6     | Катарина Симоновић      | Србија                    | 4:15.57 |        |
| 24.   | 1    | 2     | Кристел Кобрич          | Чиле                      | 4:16.07 |        |
| 25.   | 2    | 7     | Емили Оверхолт          | Канада                    | 4:16.24 |        |
| 26.   | 2    | 1     | Nguyễn Thị Ánh Viên     | Вијетнам                  | 4:16.32 |        |
| 27.   | 4    | 7     | Дилета Карли            | Италија                   | 4:17.15 |        |
| 28.   | 3    | 7     | Цао Јуе                 | Кина                      | 4:19.57 |        |
| 29.   | 1    | 5     | Валерије Груест         | Гватемала                 | 4:19.58 |        |
| 30.   | 1    | 7     | Лани Кабрера            | Барбадос                  | 4:28.95 |        |
| 31.   | 1    | 8     | Габријел Дуеј           | Либан                     | 4:31.21 |        |
| 32.   | 1    | 1     | Ребека Кинтерос         | Салвадор                  | 4:52.11 |        |

## Финале
| Плас. | Стаза | Пливачица      | Држава                    | Време   | Нап. |
| ----- | ----- | -------------- | ------------------------- | ------- | ---- |
|       | 4     | Кејти Ледеки   | Сједињене Америчке Државе | 3:56.46 | СР   |
|       | 5     | Џазмин Карлин  | Уједињено Краљевство      | 4:01.23 |      |
|       | 3     | Лија Смит      | Сједињене Америчке Државе | 4:01.92 |      |
| 4.    | 1     | Богларка Капаш | Мађарска                  | 4:02.37 | НР   |
| 5.    | 2     | Британи Маклин | Канада                    | 4:04.69 |      |
| 6.    | 8     | Тамсин Кук     | Аустралија                | 4:05.30 |      |
| 7.    | 7     | Џесика Ашвуд   | Аустралија                | 4:05.68 |      |
| 8.    | 6     | Корали Балми   | Француска                 | 4:06.98 |      |